# Janabar
Janabar is een compositie van de Amerikaanse componist Alan Hovhaness uit 1949-1950. Het werk heeft een subtitel in Vijf hymnes van sereniteit voor trompet, piano, viool en strijkorkest. Het is een werk uit zijn "Armeense periode".
Janabar, vertaald uit het Armeens reis, kreeg haar eerste uitvoering in een concert waarbij de zusters Maro Ajemian (pianiste, Lausanne 1920 - New York 1978) en Anahid Ajemian (violiste) solisten waren. Het concert vond plaats in maart 1951. Alle werken van dat concert, dat in Carnegie Hall werd gehouden, waren door Hovhaness gecomponeerd. Maro en Anahid waren apart solist in andere werken en in dit werk gezamenlijk solist. Maro, Anahid en Alan waren gedrieën lid van The Friends of Armenian Music Committee. Maro Ajemian was destijds beroemd pianiste en speelde regelmatig onbekend repertoire van componisten al dan niet van Armeense afkomst (ook bijvoorbeeld John Cage). Diezelfde avond werd ook Symfonie nr. 9 Saint Vartan gespeeld. Janabar is geen dubbelconcert of zelfs een concerto. De solisten viool en piano staan eigenlijk geheel los van de orkestpartij. Ook de klassieke concertostructuur ontbreekt.

## Delen
Het werk bestaat uit vijf delen, die meer op los staande miniaturen lijken, verbonden met het centrale spirituele thema. De pianist(e) begint het werk met een solo van 3 minuten, daarna komt pas het strijkorkest en de trompet erbij. Deze solo en de daaropvolgenden hebben een improvisatiestijl, dit komt mede doordat in de sologedeelten de maatstrepen ontbreken. Deze solo’s zijn echte solo’s, dan zonder enige vorm van begeleiding, dan met een lange drone op de achtergrond of dan weer met murmur (onritmisch gepluk van snaren). De solo’s staan tegenover de orkestpartij met trompet. Deze haast opzichzelfstaande muziek heeft een strak maatgevoel en is quasi liturgisch, met brede gedragen klanken.
De muziek van de vijf hymnes lijkt onaf te zijn, een stijl die Hovhaness wel vaker hanteerde. De delen houden dan ook als het ware plotseling op, waarbij de vraag voor de luisteraar is: gaat het nog verder, of is dit het eind.
Deel 2 Yerk heeft iets weg van de Joik, een geneuried lied om de tijd te doden, maar is in wezen de viering van erotische liefde. De toccata, deel 3, is zoals een toccata bedoeld is.
1. Fantasy (solo piano)
2. Yerk "song" (solo viool)
3. Toccata (solo piano)
4. Sharagan "hymn" (solo viool, piano)
5. Tapor "processional"

## Discografie
- Uitgave OgreOgress Records (2006); Staatsphilharmonie Bratislava o.l.v. Rastislav Štúr met solisten Michael Bowen (trompet) en Paul Hersey (piano)

## Bron
- De compact disc dan wel muziekdvd
- Hovhaness.com